# Eriocheir japonica
Espèce
Eriocheir japonica, connu aussi sous le nom de crabe à mitaines du Japon, est une espèce de crabes de la famille des Varunidae.

## Synonymie
- Eriocheir rectus Stimpson, 1858
- Eriocheir formosa Nakagawa, 1915